# Крамп, Кристиан

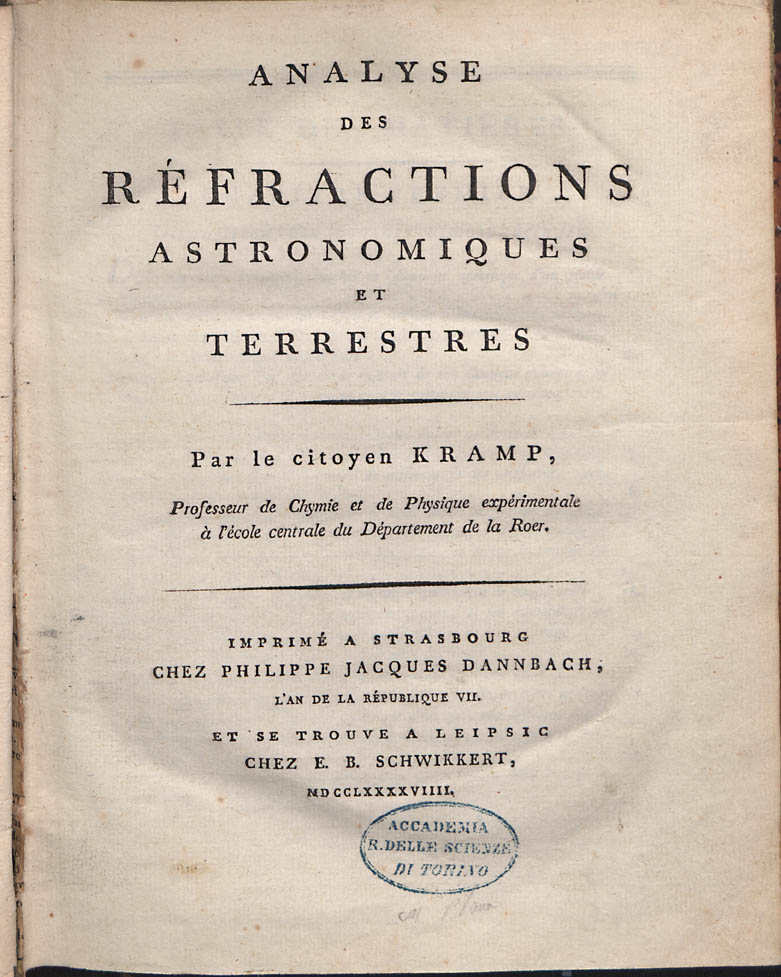
Analyse des réfractions astronomiques et terrestres, 1799

Кристиа́н (Кретье́н) Крамп (фр. Christian Kramp, 8 июля 1760, Страсбург — 13 мая 1826, там же) —  французский математик (эльзасец). Известен работами по теории чисел, геометрии, математической кристаллографии, алгебре и механике. Предложил общепринятое обозначение {\displaystyle n!} для факториала.

## Биография и научная деятельность
Родился в семье страсбургского учителя. Получил вначале медицинское образование в Страсбургском университете, но параллельно занимался математикой и  кристаллографией. С 1795 года преподавал математику, физику и химию в Кёльнской центральной школе (Кёльн тогда был аннексирован Францией). Публикация математических работ Крампа принесла ему известность, и с 1809 года он профессор математики Страсбургского университета.
С 1817 года — член Парижской академии наук. Много внимания в своих трудах уделял функции факториала и её вещественным обобщениям. Предложил общепринятое в наши дни обозначение {\displaystyle n!} для факториала (1808). Составил таблицы значений трансцендентной
функции {\displaystyle \varphi (x)=\int \limits _{0}^{x}{e^{-t^{2}}dt}}. Описал метод, синтезирующий вариационное исчисление и комбинаторику.
Первым сделал попытку создать математическую модель кровообращения в организме (1812). Отдельные исследования (1783, 1786) касаются аэростатики.